# Gian Luca Barandun
Gian Luca Barandun (28 giugno 1994 – Schluein, 4 novembre 2018) è stato uno sciatore alpino svizzero.

## Biografia
Attivo in gare FIS dal dicembre del 2009, Barandun in Coppa Europa ha esordito l'11 gennaio 2014 a Wengen in discesa libera (68º) e ha colto il primo podio il 20 dicembre 2016 a Reiteralm in supergigante (2º). In Coppa del Mondo ha debuttato il 13 gennaio 2017 a Wengen in combinata (28º) e ha colto il suo miglior piazzamento il 29 dicembre dello stesso anno, a Bormio nella medesima specialità (9º).
Il 22 gennaio 2018 ha ottenuto a Sarentino in supergigante la sua unica vittoria in Coppa Europa; l'11 marzo 2018 ha disputato la sua ultima gara in Coppa del Mondo, il supergigante di Lillehammer Kvitfjell chiuso da Barandun al 43º posto, e il 16 marzo successivo è salito per l'ultima volta sul podio del circuito continentale, a Soldeu/El Tarter in supergigante (3º). La sua ultima gara in carriera è stata il supergigante dei Campionati svizzeri 2018, disputato a Davos il 6 aprile, nel quale Barandun ha vinto la medaglia di bronzo; non ha mai preso parte a rassegne olimpiche né iridate.
È morto il 4 novembre 2018 a causa di un incidente in parapendio occorsogli a Schluein.

## Palmarès

### Coppa del Mondo
- Miglior piazzamento in classifica generale: 74º nel 2018

### Coppa Europa
- Miglior piazzamento in classifica generale: 4º nel 2017
- 6 podi:
  - 1 vittoria
  - 3 secondi posti
  - 2 terzi posti

#### Coppa Europa - vittorie
| Data             | Località  | Paese  | Specialità |
| ---------------- | --------- | ------ | ---------- |
| 22 febbraio 2018 | Sarentino | Italia | SG         |

Legenda:

SG = supergigante

### Campionati svizzeri
- 2 medaglie:
  - 2 bronzo (discesa libera nel 2016; supergigante nel 2018)